# Hydroglyphus leai
Hydroglyphus leai är en skalbaggsart som först beskrevs av Guignot 1942.  Hydroglyphus leai ingår i släktet Hydroglyphus och familjen dykare. Inga underarter finns listade i Catalogue of Life.